# Leonardo de Figueroa
Leonardo de Figueroa (ur. ok. 1650 w Utiel, zm. przed kwietniem 1730 w Sewilli) – hiszpański architekt epoki baroku. W swojej twórczości nawiązywał do późnobarokowych dokonań Francesca Borrominiego oraz tradycji architektonicznych Andaluzji. Jego dzieło – charakteryzujące się spiralnymi kolumnami z kwiecistymi ornamentami – kontynuował syn, Ambrosio de Figueroa.

## Życiorys
Od I połowy lat 70. XVII wieku działał w Sewilli. W latach 1687–1697 zrealizował fasadę oraz dziedziniec Hospital de Venerables Sacerdotes. W latach 1699–1731 realizował budowę kościoła św. Ludwika Króla Francji, który powstał na planie przypominającym rzymski kościół św. Agnieszki w Agonie. Nadzorował przebudowę kościoła św. Magdaleny w stylu mudéjar (1709), a w 1712 zakończył rozpoczętą w poprzednim stuleciu budowę kościoła św. Salwatora. Od 1722 pracował przy szkole morskiej Colegio de San Telmo.